# Anolis argillaceus
Anolis argillaceus este o specie de șopârle din genul Anolis, familia Polychrotidae, descrisă de Edward Drinker Cope în anul 1862. Conform Catalogue of Life specia Anolis argillaceus nu are subspecii cunoscute.